# Antonio Sabato junior

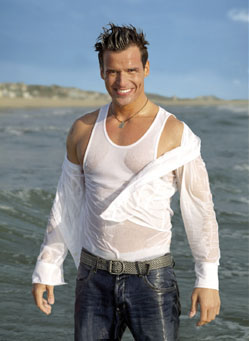
Antonio Sabato Jr. (2006)

Antonio Sabàto junior (* 29. Februar 1972 in Rom), meist Antonio Sabato Jr. geschrieben, ist ein US-amerikanischer Schauspieler. 2018 war er Kandidat der Republikaner für ein Mandat im Repräsentantenhaus der Vereinigten Staaten.

## Leben

### Familie und Jugend
Antonio Sabàto junior ist der Sohn des Schauspielers Antonio Sabàto Sr. und der aus Prag stammenden Immobilienmaklerin Yvonne Kabouchy. Er ist in Rom aufgewachsen, und seine Muttersprache ist Italienisch. Englisch lernte er erst, als seine Mutter mit ihm und seiner Schwester 1984 nach Los Angeles zog. Dort besuchte er die Beverly Hills High School, bis er mit 16 Jahren die Schule verließ. Vorübergehend zog er nach New York City, um ein Leben auf eigenen Füßen zu erproben. Ab 1989 widmete er sich der Schauspielerei. 1996 erhielt er die Staatsbürgerschaft der Vereinigten Staaten.
Am 16. Mai 1992 heiratete Sabato die Schauspielerin Alicia Tully Jensen, die Ehe wurde jedoch bereits im Oktober 1993 wieder geschieden. Aus einer Verbindung zu seiner Schauspielkollegin Virginia Madsen stammt sein Sohn (* 1995), mit Kristin Rosetti zusammen hat er eine Tochter (* 2003). 2011 bekam er von seiner Freundin Cheryl Moana Marie Nunes einen weiteren Sohn.

### Schauspielkarriere

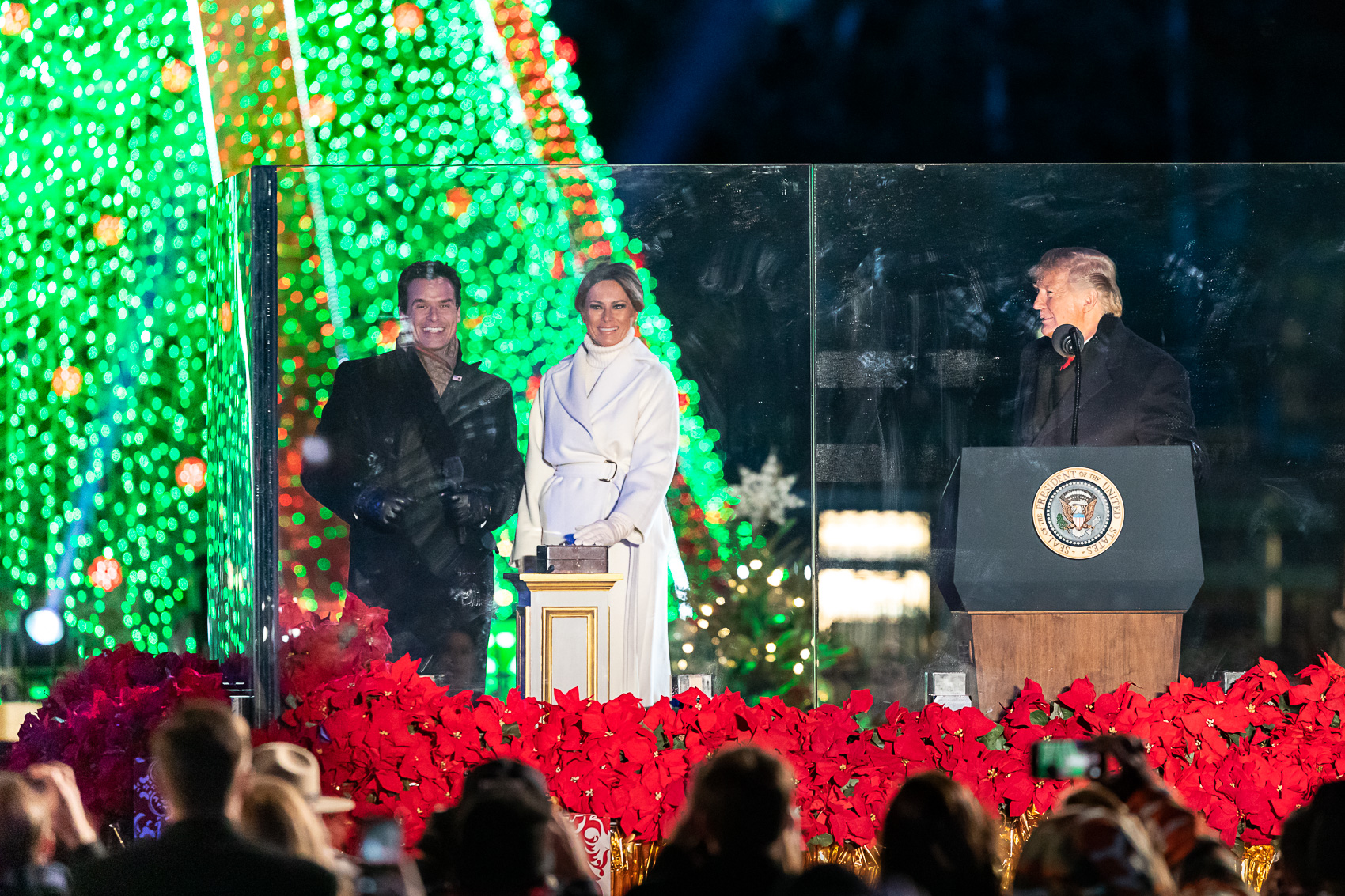
Antonio Sabato Jr. nahm zusammen mit Präsident Donald Trump und First Lady Melania Trump an der National Christmas Tree Lighting-Zeremonie teil (2018)

1990 trat Antonio Sabato in dem von Herb Ritts gedrehten Musikvideo zum Song Love Will Never Do (Without You) von Janet Jackson auf. In demselben Jahr war er Hauptdarsteller in dem Film Karate Rock (Il Ragazzo delle mani d’acciaio) des italienischen Regisseurs Fabrizio De Angelis, und 1991 in dem Film Arizona Road (Fuga da Kayenta) desselben Regisseurs.
Im Magazin People wurde Sabato 1992 zu den 50 schönsten Menschen gezählt. Modedesigner Calvin Klein wurde so auf ihn aufmerksam und engagierte ihn für seine Unterwäsche-Kampagne. Dort traf er erneut auf Herb Ritts, der für die Modemarke als Fotograf tätig war. Resultat des Shootings war eine fast 30 Meter hohe Werbetafel am Times Square in New York City. Die Kampagne mit Sabato zählt bis heute zu den erfolgreichsten in der Firmengeschichte von Klein.
1992 erhielt Sabato eine Rolle in der erfolgreichen Krankenhausserie General Hospital, die er 1994 verließ, 1995 hatte er noch einen Gastauftritt. Bei dem 2008 ausgestrahlten Spin-off General Hospital: Night Shift spielte er wieder mit. Einem breiten Fernsehpublikum blieb Sabato auch als gewalttätiger Ehemann von Heather Locklear in Melrose Place in Erinnerung.
Daneben trat Antonio Sabato jr. in einzelnen Folgen verschiedener Fernsehserien auf, z. B. in Charmed – Zauberhafte Hexen, CSI: NY und Bones – Die Knochenjägerin.
Außerdem spielte er sich selber in mehreren Reality-TV-Serien, u. a. Flavor of Love (2006), Celebrity Circus (2008), My Antonio (2009), The Arrangement (2010) und Celebrity Wife Swap (2012).
Bei Countdown – Der Tod fährt mit, Circles und My Antonio war Antonio Sabato auch als mitausführender Produzent beteiligt.
Neben der Schauspielerei ist Sabato auch als Autor tätig. Sein Buch No Excuses: Workout for Life erschien 1999 und wurde schnell zum Bestseller.
Nachdem er im November 2018 bei der Wahl zum Repräsentantenhaus der USA unterlag (s. Abschnitt Politik) und sich auch nach der Niederlage weiterhin für Donald Trump einsetzte, beklagt er, keine Schauspielangebote mehr bzw. zugesagte Rollen entzogen zu bekommen. Daraufhin blieb ihm nach eigenen Angaben nichts anderes übrig, als der Schauspielerei den Rücken zu kehren, nach Florida zu ziehen und auf dem Bau zu arbeiten.

### Politik
Sabato galt als scharfer Kritiker des ehemaligen US-Präsidenten Barack Obama. Die Entscheidungen Obamas waren ein Grund, weshalb er die Demokratische Partei verließ. Im Mai 2017 gab Sabato bekannt, im Jahr 2018 für die Republikanische Partei gegen die Demokratin Julia Brownley um einen Sitz im Repräsentantenhaus der Vereinigten Staaten zu kandidieren.
Bei der parteiübergreifenden Vorwahl am 8. August 2018 erreichte Sabato hinter Brownley den zweiten Platz und war damit Kandidat gegen sie bei der Hauptwahl im November 2018. Brownley galt als klare Favoritin und gewann erwartungsgemäß mit 59 Prozent der Stimmen.

## Filmografie (Auswahl)
- 1990: Karate Rock (Il ragazzo delle mani d’acciaio)
- 1991: Arizona Road (Fuga da Kayenta)
- 1992–1995: General Hospital
- 1993: Teufel der Verführung (Moment of Truth: Why My Daughter?)
- 1994: Jailbreakers – Jung und vogelfrei (Jailbreakers)
- 1994–1995: Earth 2 (Fernsehserie, 21 Folgen)
- 1996: Superman – Die Abenteuer von Lois & Clark (Lois & Clark: The New Adventures of Superman, Fernsehserie, Folge 4x08)
- 1995: Melrose Place (Fernsehserie, 7 Folgen)
- 1996: Codename: Wolverine (Code Name: Wolverine)
- 1996: If Looks Could Kill
- 1997: High Voltage – Tödliche Bande (High Voltage)
- 1998: Circles
- 1998: Skyjacker – Jagd in den Wolken (The Perfect Getaway)
- 1998: The Big Hit
- 1999: Ally McBeal (Fernsehserie, Folge 2x21)
- 1999: Digital Virus – Killer aus dem System (Fatal Error)
- 1999: Märchenprinz verzweifelt gesucht (Goosed)
- 1999: Tribe
- 2000: Charmed – Zauberhafte Hexen (Charmed, Fernsehserie, Folgen 2x09, 2x15)
- 2000: The Base II – Das Todestribunal (Guilty as Charged)
- 2000: Outer Limits – Die unbekannte Dimension (The Outer Limits, Fernsehserie, Folge 6x03)
- 2000: The Chaos Factor
- 2001: Longshot – Ein gewagtes Spiel (Longshot)
- 2001: Shark Hunter
- 2002: Countdown – Der Tod fährt mit (Seconds to Spare)
- 2002: Dead Above Ground
- 2002: Hypersonic
- 2003: Testosterone
- 2003: Bugs – Die Killerinsekten (Bugs)
- 2004: Becker (Fernsehserie, Folge 6x13)
- 2004: The Help (Fernsehserie, 7 Folgen)
- 2005: Crash Landing
- 2005–2007: Reich und Schön (The Bold and the Beautiful, Fernsehserie, 260 Folgen)
- 2007: Ants on a Plane – Tod im Handgepäck (Destination: Infestation)
- 2007: Force of Impact – Tödlicher Asteroid (Deadly Skies)
- 2007: Reckless Behavior: Caught on Tape
- 2008: General Hospital: Night Shift
- 2008: Navy CIS (NCIS, Fernsehserie, Folge 6x10)
- 2008: Ghost Voyage
- 2009: Ugly Betty (Fernsehserie, Folge 4x08)
- 2009: Drifter: Henry Lee Lucas
- 2009: Princess of Mars
- 2010: CSI: NY (Fernsehserie, Folge 6x15)
- 2010: Rizzoli & Isles (Fernsehserie, Folge 1x06)
- 2010: Bones – Die Knochenjägerin (Bones, Fernsehserie Folge 6x03)
- 2011: Secrets from Her Past
- 2011: Hot in Cleveland (Fernsehserie, Folge 2x16)
- 2011: Balls to the Wall
- 2012: Die Stooges – Drei Vollpfosten drehen ab (The Three Stooges)
- 2012: Femme Fatales (Fernsehserie, Folge 2x02)
- 2013: Baby Daddy (Fernsehserie, Folge 2x09)
- 2013: The League (Fernsehserie, Folgen 5x12–5x13)
- 2013: Castle (Fernsehserie, Folge 6x03)
- 2015: Inticam
- 2016: Dance Night Obsession
- 2016: Inspired to Kill
- 2021: Gott ist nicht tot 4 – Wir sind das Volk (God’s Not Dead: We the People)
- 2022: Trail Blazers
- 2024: Grace by Night